# Gustav Rutz
Karl Gustav Rutz, né le 14 décembre 1857 à Cologne et mort le 9 août 1949 à Cologne, est un sculpteur allemand.

## Quelques œuvres

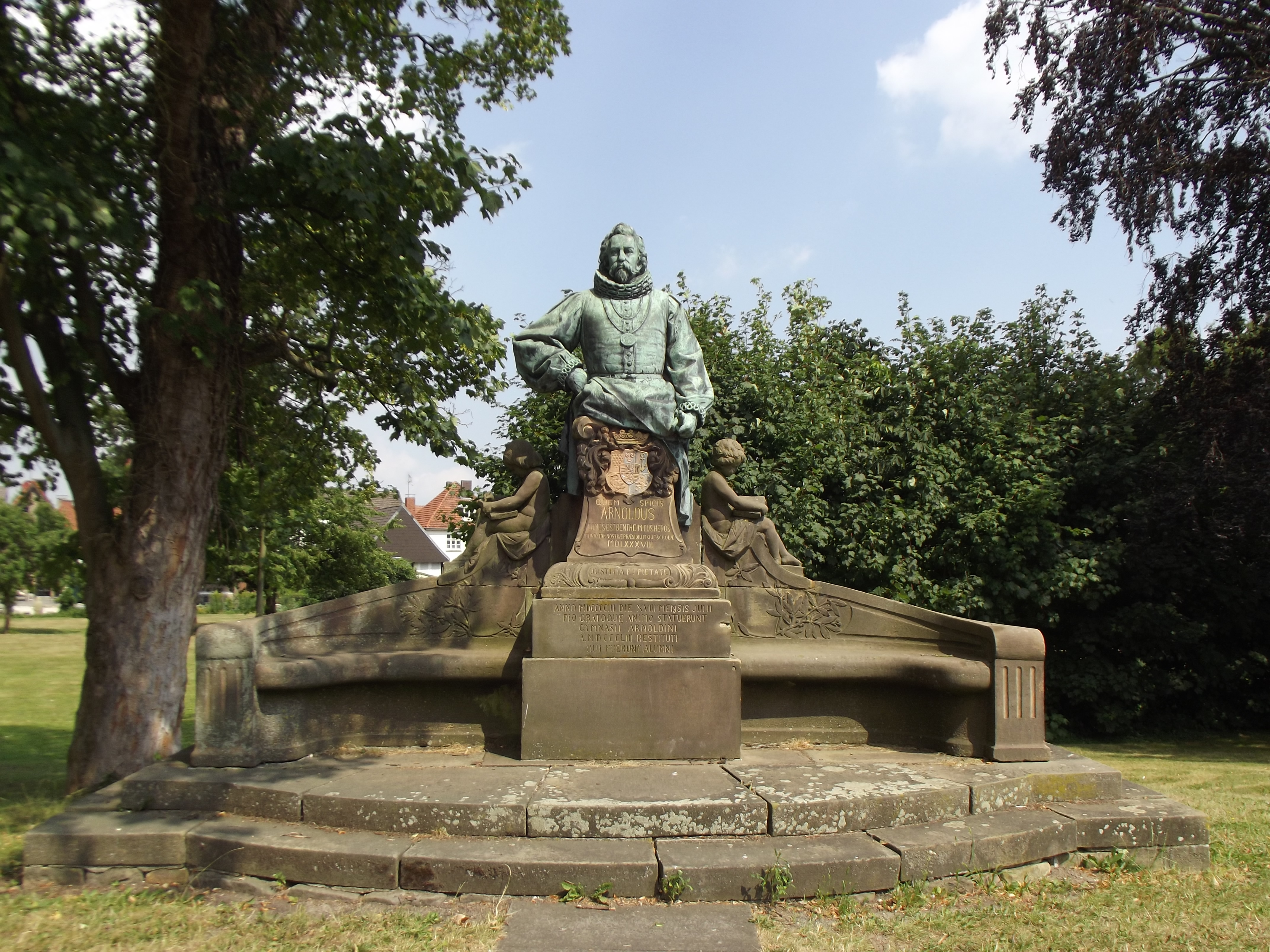
Monument du comte Arnold de Bentheim-Tecklenburg.

- Plusieurs sépultures du cimetière du Nord de Düsseldorf : celle de la famille Hermes[12], celle de Jean Louis Piedbœuf, celle de la famille Schlote, celle de la famille Schütte[13]
- 1892: sépulture de la famille des facteurs de piano de Peter Adolph Rudolph Ibach (de) au cimetière d'Unterbarmen à Wuppertal-Barmen[14]
- 1897: statue de Guillaume Ier à Burgsteinfurt, au marché (elle est fondue en 1942 pour les besoins de la guerre)[15]
- 1895–1896: fontaine de la Sirène de Düssel au Malkastenpark de Düsseldorf (offert à la Société d'art fondée en 1848 pour son jubilé de cinquante ans et placée dans ce parc en 1897)
- 1899: fontaine Hohenzollern à Rheydt, sur la place du Marché[16] (la fontaine a été discrètement démontée dans les années 1920.)[17]
- 1899: fontaine de l'Empereur-Frédéric-III à Krefeld-Uerdingen, place du Marché (détruite pour laisser place à un bunker)[18]
- 1900: fontaine de la Victoire avec Germania devant l'ancienne maison d'arrondissement (Kreishaus) de (Wuppertal-) Vohwinkel, Gräfrather Straße (détruite par les bombardements de la Seconde Guerre mondiale)[19]
- 1900: statue de Guillaume Ier à Montabaur (fondue en 1944 pour les besoins de la guerre)
- 1903: monument au comte Arnold II (IV) de Bentheim-Tecklenburg (1554-1606) au château de Burgsteinfurt (de)[20]
- 1903/1904: statue de fontaine La Porteuse d'eau en bronze pour la grotte de l'architecte paysager Martin Reinhardt (1876-1935) à l'exposition internationale des jardins de Düsseldorf[21]
- 1904: plaque de bronze du psychiatre Carl Pelman (de) (1838-1916) (placée ensuite sur sa sépulture au vieux cimetière de Bonn (Alter Friedhof)
- 1905: monument de Ludwig Friedrich Seyffardt (de) à Krefeld, Ostwall[22]
- 1905/1906: monument de Gottfried Kinkel à (Bonn-) Oberkassel
- 1907: figure allégorique La Musique devant l'hôtel de ville de Wuppertal dans le quartier d'Elberfeld (détruite pendant la Seconde Guerre mondiale)[23]
- 1907: sépulture de Christine Becker à Wiesbaden, au cimetière du Nord
- 1911: groupe sculpté en marbre de Carrare sur la sépulture de la famille Piekenbrock au cimetière de l'Est d'Essen

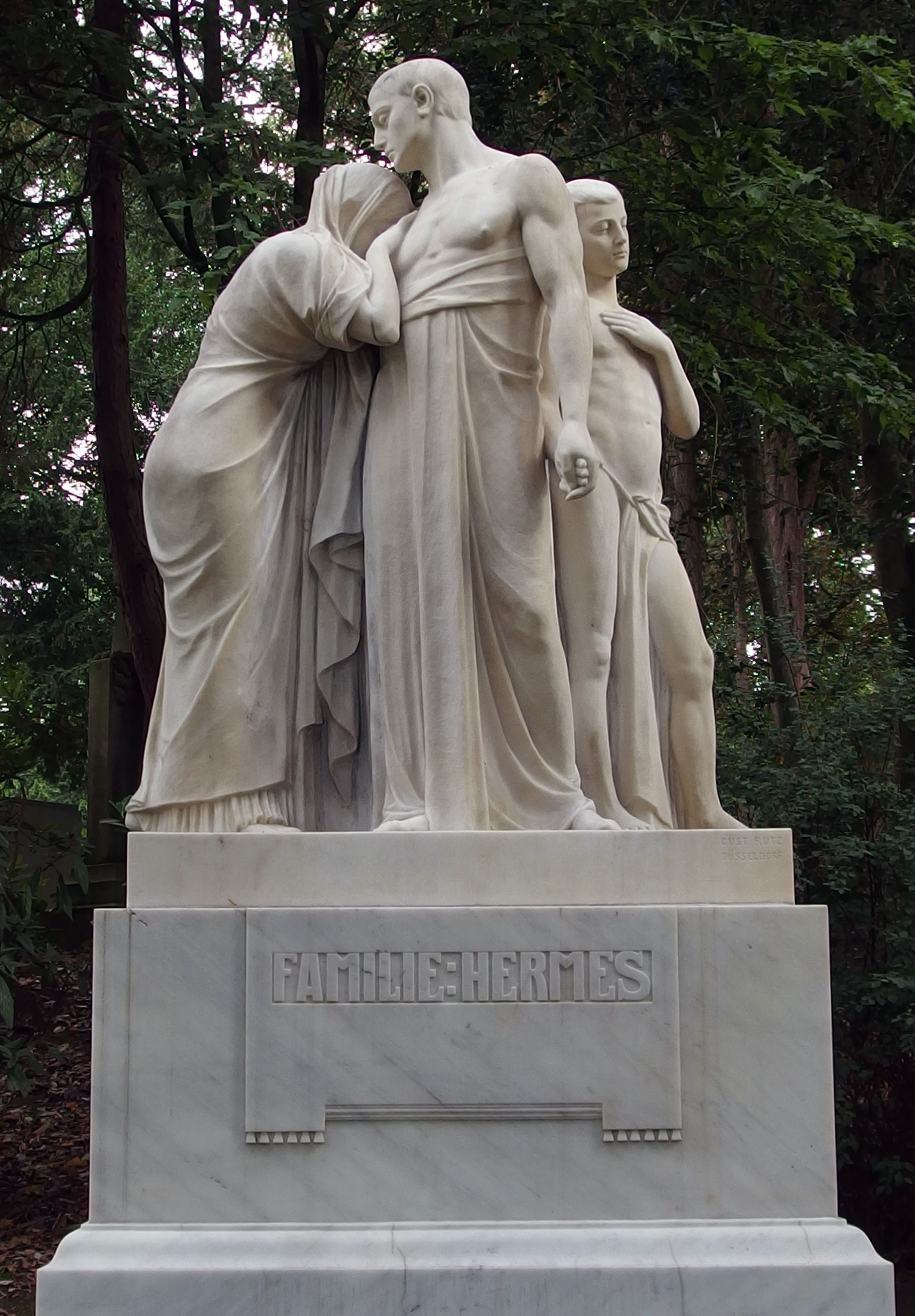
Sépulture de la famille Hermes au cimetière du Nord de Düsseldorf
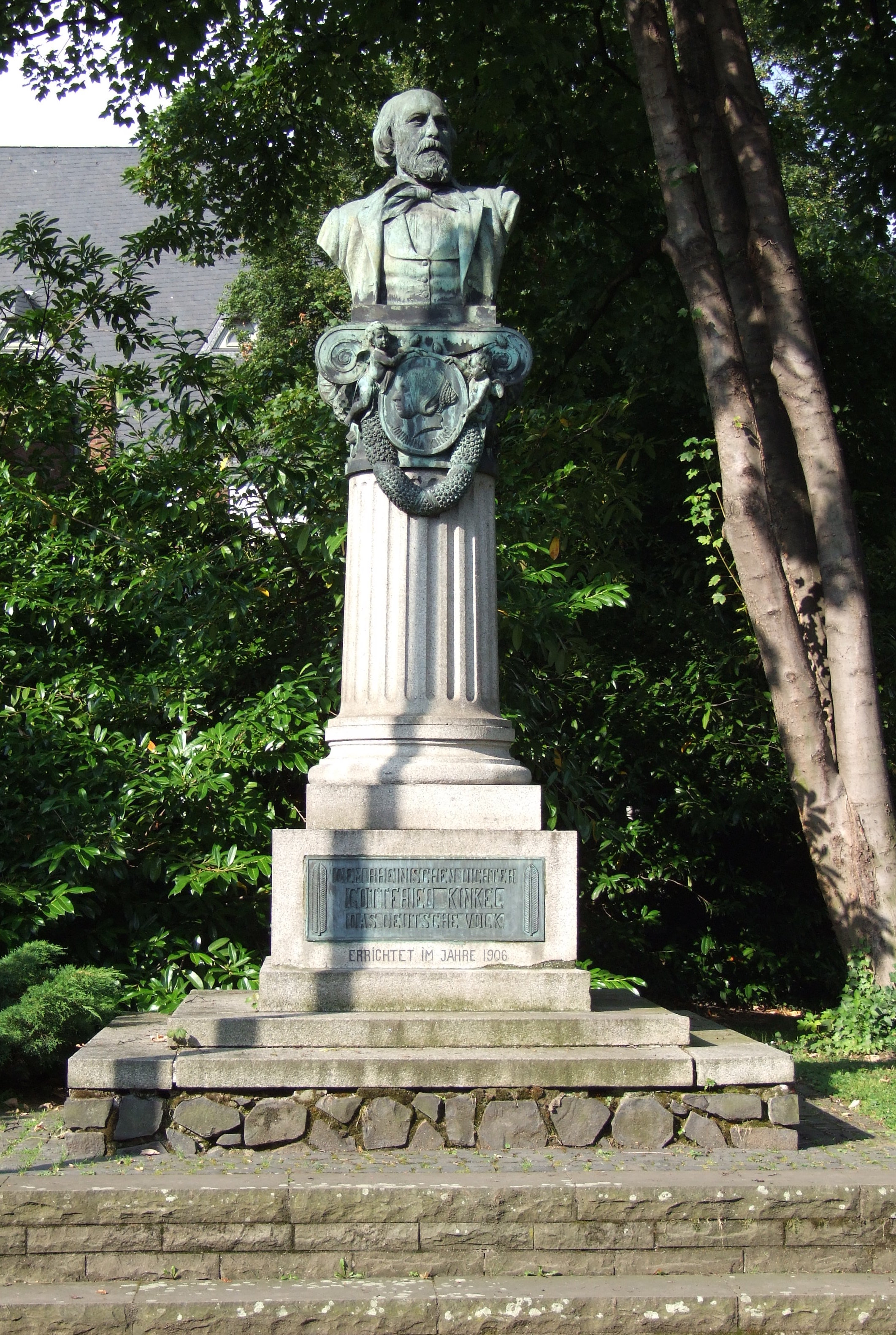
Monument de Gottfried Kinkel à Bonn-Oberkassel
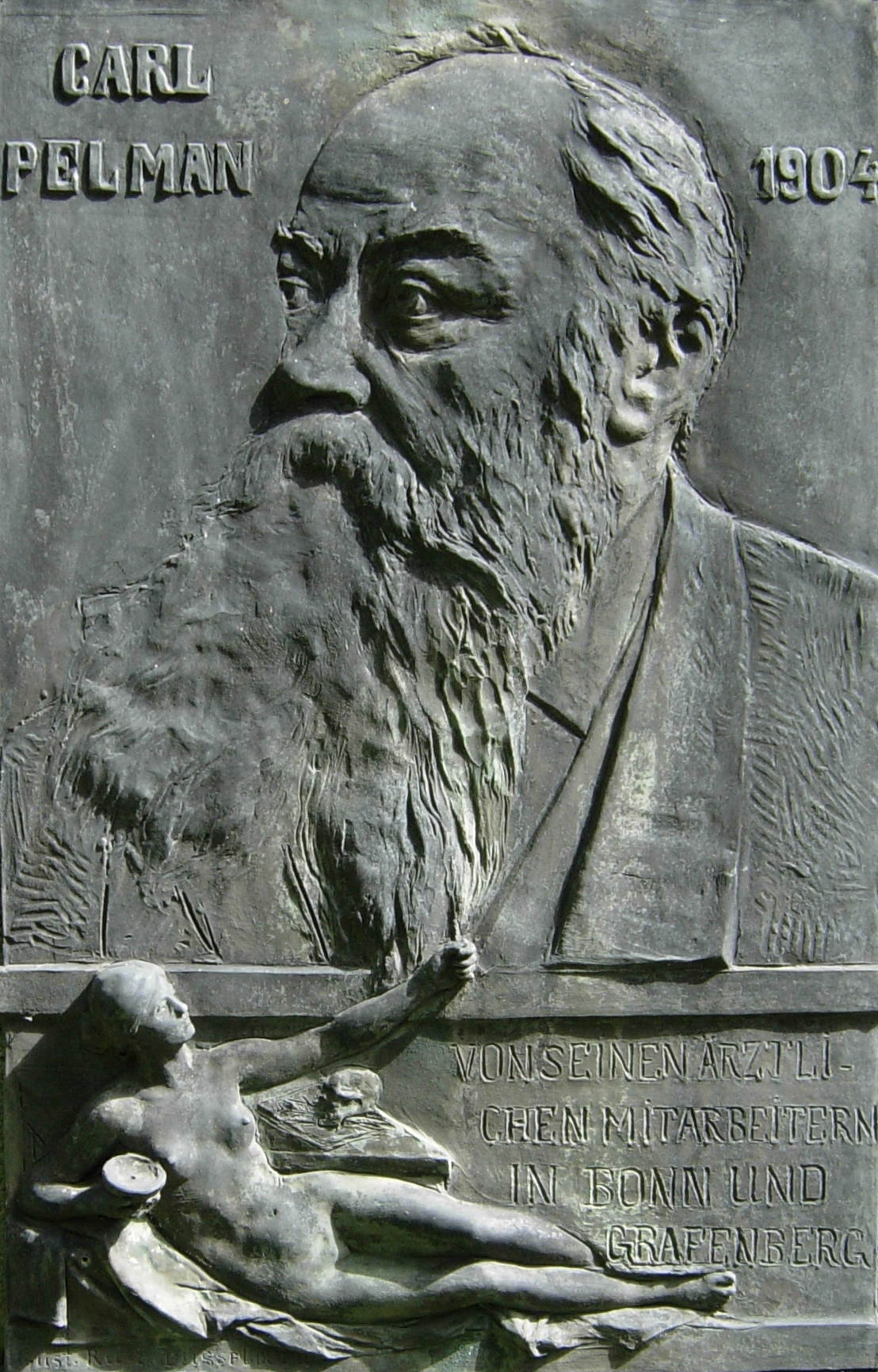
Plaque de bronze sur la sépulture de Carl Pelman
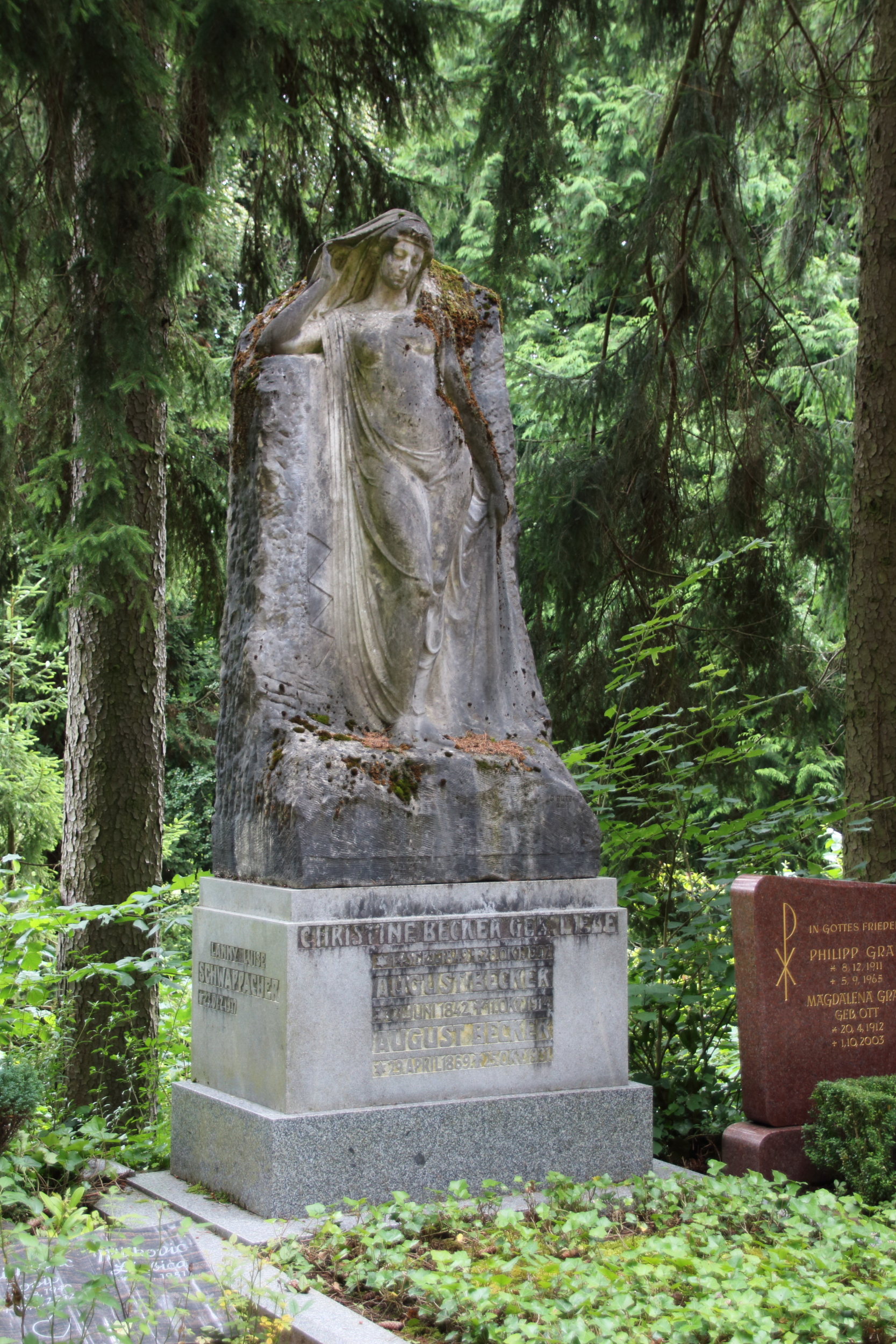
Sépulture de Christine Becker à Wiesbaden
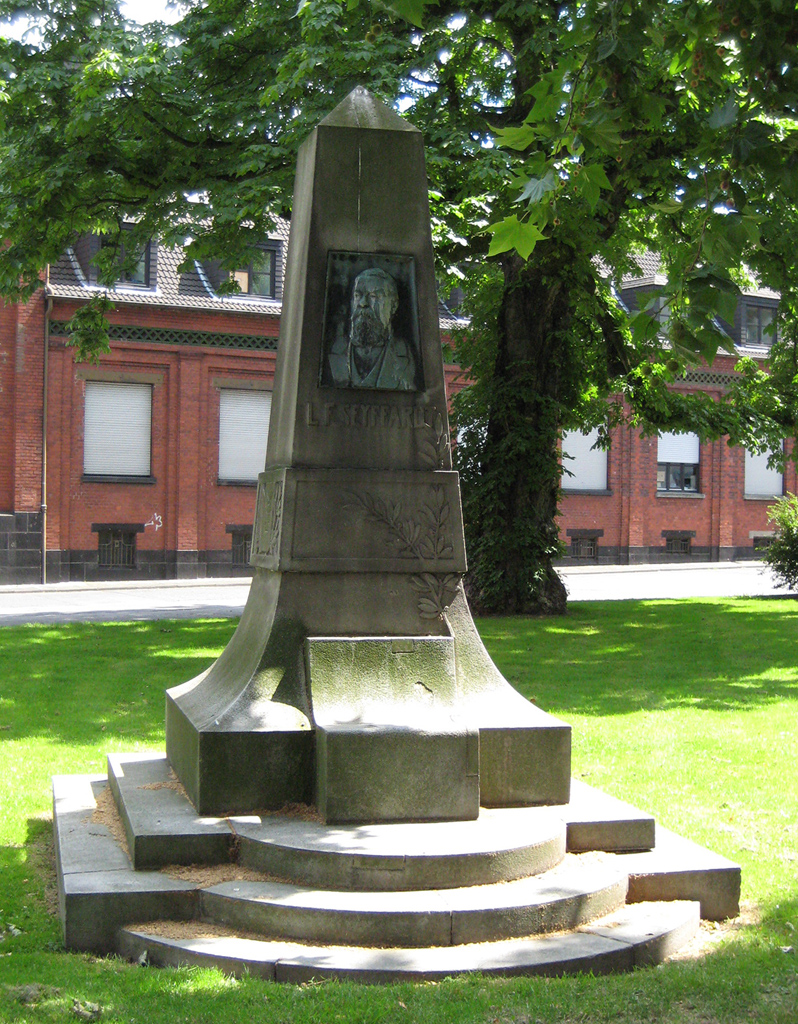
Monument de Seyffardt
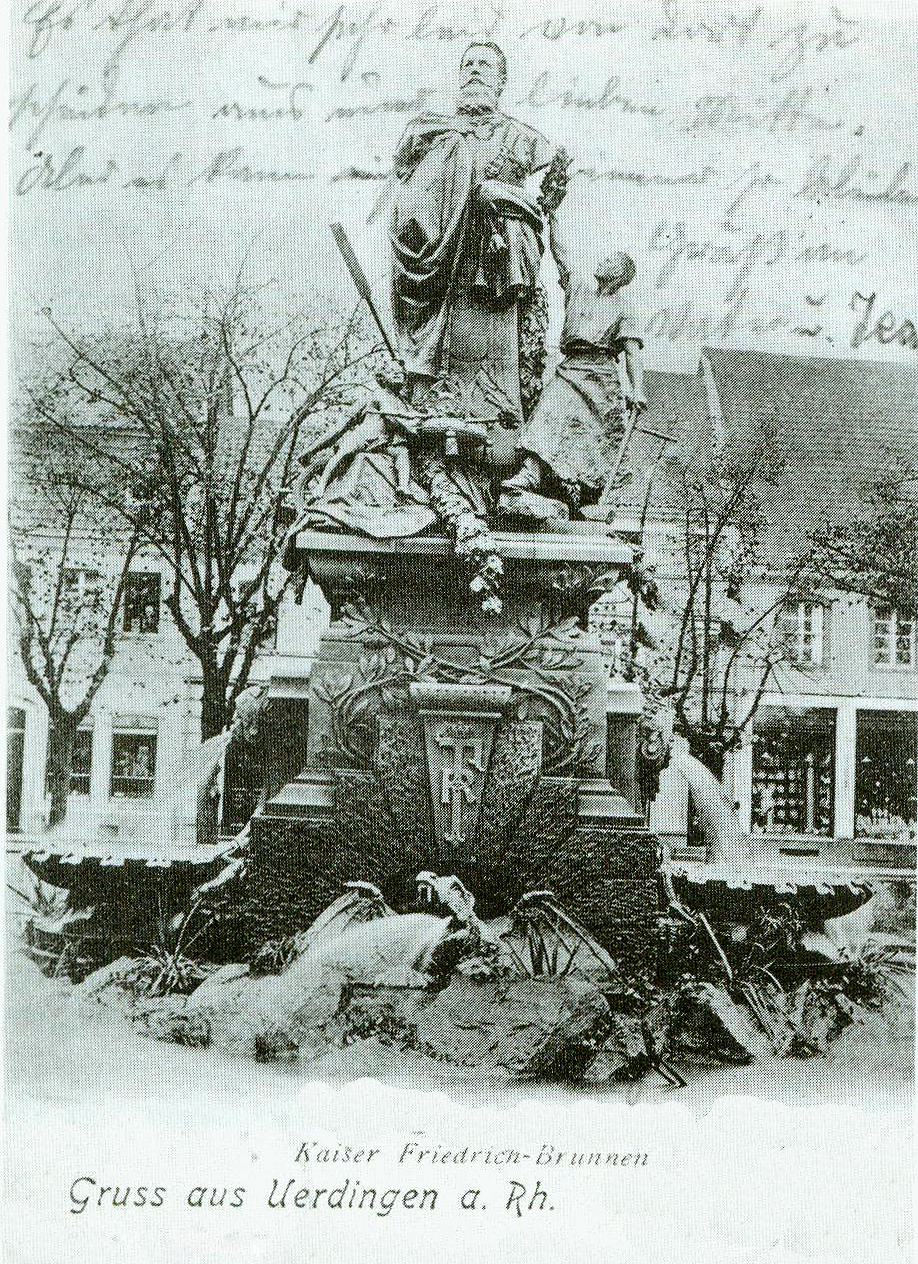
Fontaine de l'Empereur-Frédéric-III
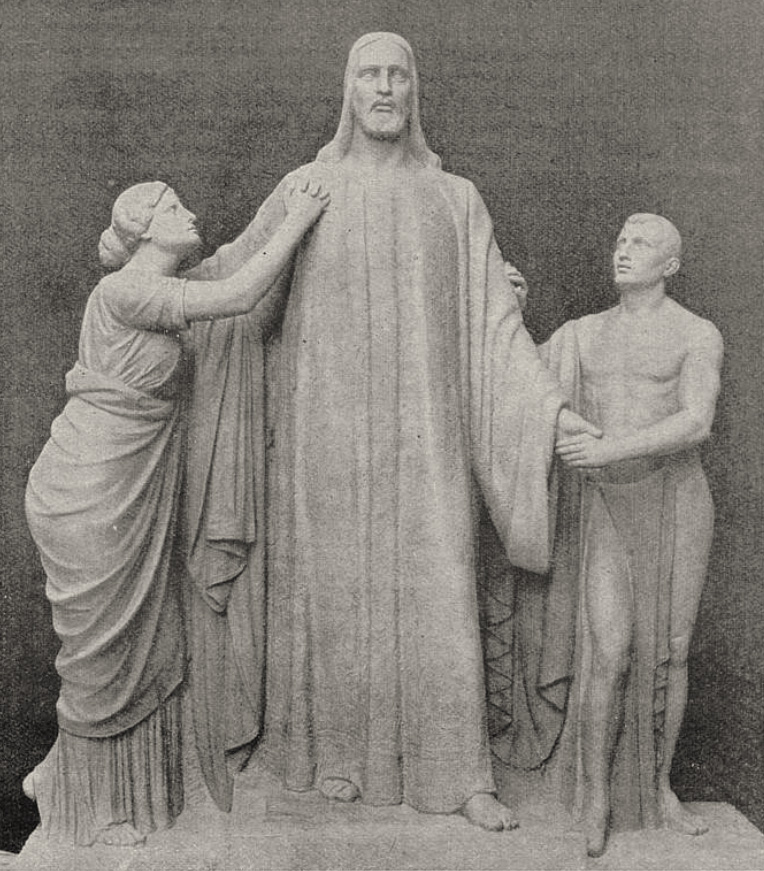
Groupe sculpté en marbre pour la sépulture Piekenbrock à Essen